# 李儒烈
李儒烈（1510年—？），字忠甫，號見川，浙江嘉興府海鹽縣人，民籍，明朝政治人物。

## 生平
嘉靖十三年（1534年）甲午科浙江鄉試第八十九名舉人，二十六年（1547年）中式丁未科會試第一百三十八名，三甲第三十七名進士。通政司觀政，授廬陵縣知縣，升工部主事，三十一年（1552年）九月因事奪俸二月，升員外郎，以事謫雲南布政使司理問，歷任南京兵部主事、青州府通判、潮州府通判、惠州府同知，三十五年（1556年）正月考察拾遺，升福建按察司僉事。

## 家族
曾祖李景孟，知縣；祖父李滂，知縣；父李世檑，監生。前母周氏；母倪氏。慈侍下。弟李儒烋、李儒㬎、李儒煦。